# Perm–trias-utdöendet
Perm–trias-utdöendet är det största massutdöendet i jordens historia och inträffade för ca 252,3 miljoner år sedan.
Det är detta utdöende som definierar gränsen och övergången mellan de geologiska perioderna perm och trias, även om händelsen inträffade i två omgångar med fem miljoner års mellanrum. Vidare markerar övergången från perm till trias slutet på den geologiska eran paleozoikum och början på mesozoikum, med andra ord tog jordens forntid slut och jordens "medeltid" kunde börja. Under detta utdöende försvann omkring 96 % av alla marina arter och 70 % av de landlevande ryggradsdjuren. Totalt överlevde kanske endast 10 % av alla arter, vilket kan jämföras med 50 % överlevande vid det senaste massutdöendet vid övergången mellan krita och paleogen, mest känt för dinosauriernas försvinnande.
Perm–trias-utdöendet innebar slutet för nästan alla av de däggdjursliknande reptilerna. Av de två ordningarna var det bara Therapsidas underordning Cynodontia (bl.a. däggdjurens förfäder) som överlevde. Dessutom är detta det enda kända massutdöendet av insekter.

## Datering av händelsen
Enligt radiometriska undersökningar av klippsekvenser i Meishan, södra Kina, inträffade utdöendet för 252,28 ± 0,08 miljoner år sedan.

## Orsakerna till utdöendet

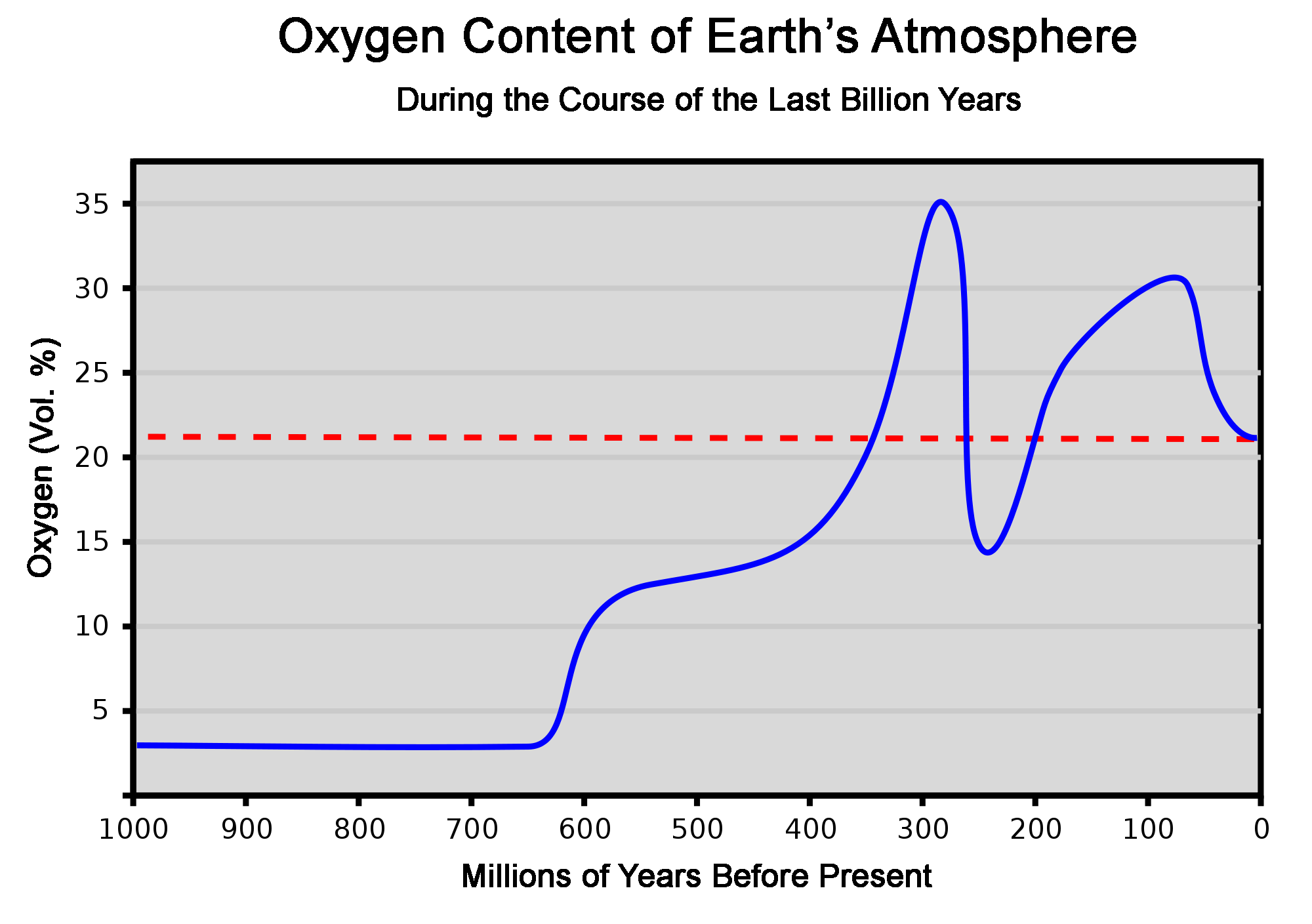
Syrehalt i atmosfären

Olika teorier om orsaken till massutdöendet har presenterats, bland dessa finns till exempel:
- Ett stort komet- eller asteroidnedslag.
- En supernova-explosion alltför nära jorden, eventuellt ett gammautbrott i samband med att 2 neutronstjärnor kolliderade med varandra.
- Stora klimatförändringar när superkontinenten Pangea bildades.
- Gigantiska vulkanutbrott i Sibirien.
- Kraftigt sänkt syrehalt i atmosfären och havet.

När det gäller ett asteroidnedslag har man inte hittat någon nedslagskrater. Då större delen av jordens yta täcks av hav är sannolikheten stor att en asteroid eller komet slår ned i havet. Samtidigt gör kontinentaldrift mm att havsbottnen inte är äldre än ca 200 miljoner år. Spåren efter en eventuell kollision är kanske därmed utplånade.
Numera anser man ändå det var jordens naturkrafter som utlöste massutdöendet, troligen samverkade flera faktorer. Sannolikt var det gradvisa miljö- och klimatförändringar, som startade förloppet. Som möjliga orsaker har föreslagits förändringar i havsnivån, anoxi eller torka. Man tror sedan att en global katastrof av något slag inträffade och kandidater som föreslagits är bland annat vulkanism eller snabb frigörelse av metanhydrater från havsbottnen.
Man vet att vid den aktuella tidpunkten skedde gigantiska s.k basaltutbrott i nuvarande Sibirien, en typ av supervulkanutbrott i kolossalformat där jordskorpan rämnar och ofattbara mängder magma väller ut som kan täcka miljontals kvadratkilometer. Utbrotten som ägde rum under lång tid sänkte jordens medeltemperatur genom att fördunkla atmosfären. Minskad instrålning från solen blev förödande för växtlivet på jorden. Växterna försvann och hela ekosystemet rubbades. Att massdöden blev så omfattande berodde på supervulkanens livslängd som beräknas vara 10 000 år.
Det senaste förslagen (2011) innehåller i stort sett en sammanfattning av ovan nämnda teorier. Klimatförändringar, följt av bränder vulkanism med blottläggande av kol- och oljereservoarer har orsakat en positiv återkoppling, med en eskalerande super-växthuskatastrof som den mest sannolika orsaken. Belägg i form av stora sot- och asklager har identifierats. Inga spår av asteroidnedslag har som sagt hittats.